# Het Anker

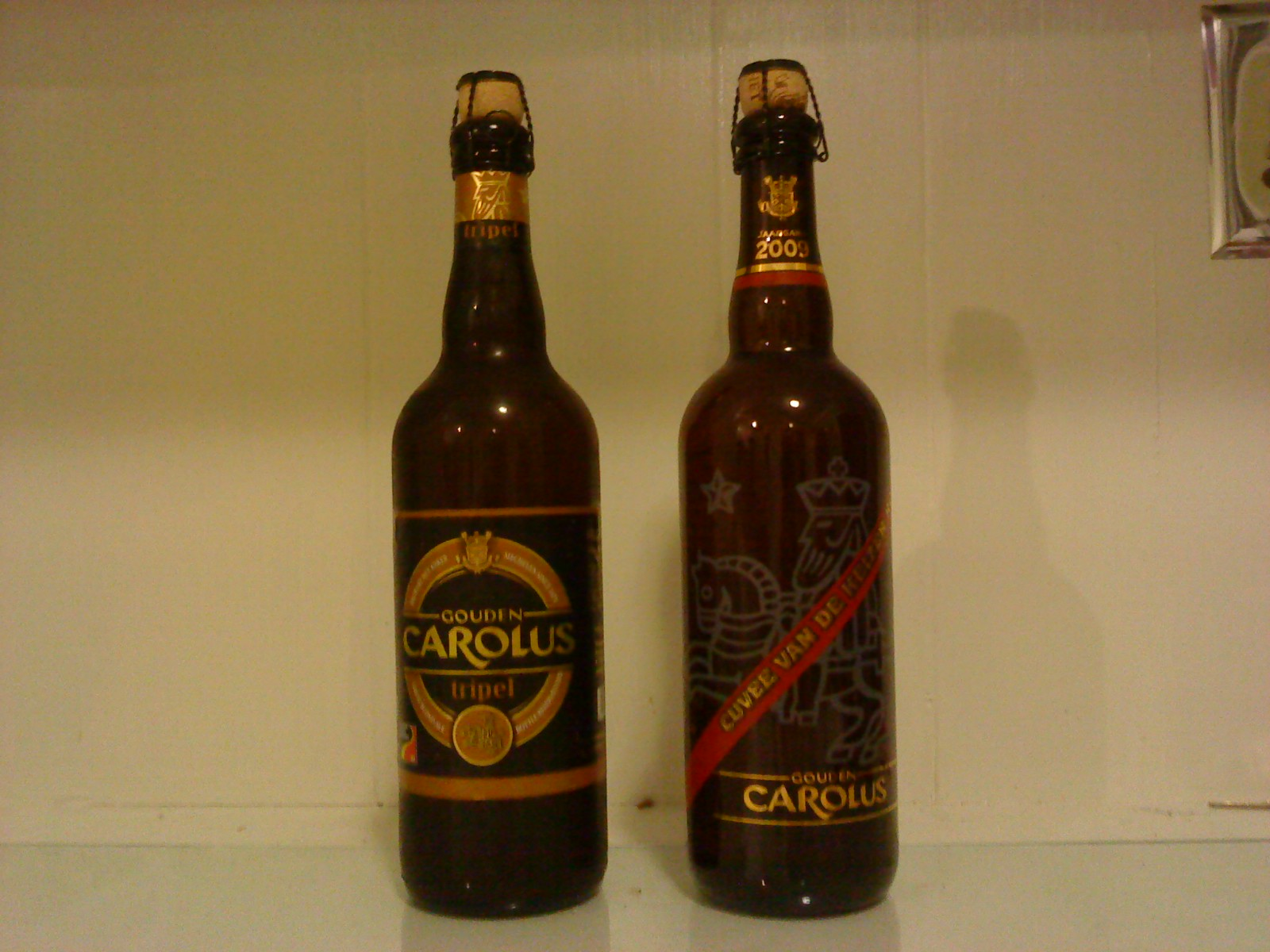
Gouden Carolus Tripel y Cuvée van de Keizer Rood (2009).

Het Anker es una fábrica de cerveza flamenca situada en Malinas (Mechelen), fundada en 1471 por una comunidad de beguinas. En 1872, la fábrica fue adquirida por Louis Van Breedam, que la rebautizó con el nombre de Het Anker ("El ancla") en 1904. Tras ampliar su surtido de lager a ale, comenzó a producir la "cerveza del emperador" después de la II Guerra Mundial. En 1960 le cambió el nombre a "Gouden Carolus" (Carlos dorado) en honor a Carlos I (que fue criado en Malinas). Abrieron una brasserie y un hotel, y en 2010 se inició la producción de whisky puro de malta, destilado a partir de la Gouden Carolus Tripel.
Su cerveza Lucifer (que fue originalmente elaborada por Liefmans y luego adquirida por la Duvel Moortgat) ocupó el puesto n.º 6 en 2010 en la lista de cervezas de estilo belga de The New York Times. Het Anker también elabora la cerveza Dentergems Wit, una cerveza de trigo elaborada anteriormente por Liefmans.
Su cerveza más conocida es la Cuvée van de Keizer, elabora una vez al año en conmemoración del cumpleaños de Carlos V, disponible como strong pale ale (rojo) y como una ale oscura ("azul").